# ソルディバイド
『ソルディバイド』（Sol Divide）は彩京から1997年にリリースされたアーケードゲーム。キャラクターデザインは寺田克也。

## ゲームのルール
8方向レバー、3ボタン（ショット攻撃、斬り攻撃、魔法選択）でプレイヤーを操作。2つのボタンを同時押しする事によって強力な魔法攻撃を出すことが出来る。

### プレイヤーキャラクター
暗黒騎士ヴォーグ
元々はミルティア国の聖騎士だったが、魔王イフターに侵略された祖国を取り戻すため、「妖剣ヘイロス」を手に暗黒騎士になる。年齢32歳、身長180cm。
ショットは前方集中型。斬り攻撃が最も強いキャラクターで、特に接近戦でその威力を発揮しやすい。
有翼戦士カシュオン
森の都ネラフェイの住民である、天翔る民の族長の息子。父親を魔王イフターに殺され復讐に燃えている。年齢25歳、身長192cm。
ショット・魔法攻撃は弱いが移動速度が最も速い。斬り攻撃の威力もまずまずな上リーチが長く、中型の敵をまとめて攻撃出来る利点がある。
大魔道士ティオラ
精霊石の創造者であり、光の神殿ランフォスの守護者。いにしえの高等魔法や召還術が使える偉大な魔導士でもある。奪われた精霊石を封じるために魔王イフターを追跡する。年齢1016歳、身長168cm。
ほかのキャラクターに較べると斬り攻撃は弱く移動速度も遅めだが、ショットと魔法攻撃が強く、特に一部のボスに対しては選択した魔法次第で一撃で倒すことが可能。

### アイテム
- パワーアップ

ショットが1段階パワーアップする。最大2段階までパワーアップし、最大パワーの状態で取得した場合は2,000点のボーナス。
- 魔法の壺

魔法のゲージが一定量増加する。魔法ゲージが満タンの状態で取得した場合は2,000点のボーナス。
- ポーション（小）

ライフを少量回復する。ライフが満タンの状態で取得した場合は4,000点のボーナス。
- ポーション（大）

ライフを大幅に回復する。ライフが満タンの状態で取得した場合は10,000点のボーナス。
- ハーブ

ライフの上限が少し伸び、伸びた分だけライフも回復する。
- 魔法書

魔法を1つ取得する。

### 魔法
メテオ、ヒートバディ、デスは1度使うと消去される。
- ファイア

前方に直線状の火炎を放つ。
- サンダー

画面全体に落雷を落とす。
- フリーズ

画面全体に吹雪を起こし、敵を凍結させる。
- スロー

前方に泡を飛ばし、当たった敵の動きを遅くする。
- ウインド

突風を起こして敵弾を消す。
- フェニックス

カシュオン専用。フェニックスを召喚して攻撃する。
- ナイトメア

ヴォーグ専用。スローの強化版で、ゴーストを飛ばす。
- サモン

ティオラ専用。「光弾ウィスプ」、「餓鬼珠ガブッチョ」、「ホワイトドラゴンズ」のうちいずれかを召喚する。
- メテオ

画面全体に隕石を降らせる。
- ヒートバディ

無敵になる。
- デス

死神を召喚する。全魔法の中で一番威力が高いが、アンデッドや人造生命体には効果はない。

## ダディロス軍
- 魔王イフター

邪神ヘラディオス復活を企むダディロス国を治める王。暗黒剣士でもあり、「妖剣ヘイロス」と対となる「魔剣ソルディバイド」を操る。一度倒しても龍人の姿に変身する。年齢42歳、身長200cm。
- 魔術師クロモア

「闇の魔術師」と恐れられるダディロス国の軍師。魔物を使役する力を持つ。年齢112歳、身長165cm。
- 邪神ヘラディオス

イフターが復活しようとしている竜の姿をした邪神。イフターの命を媒介に復活する。

### 敵キャラクター
- 騎士

ダディロス軍の主力となる兵士。銅色のカッパーナイト、銀色のシルバーナイト、黒色でイフターの側近のブラックナイトがいる。
- 魔術師

ダディロス軍の兵士の魔術師達。魔物の背後にまわって援護する。青色のソーサラー、茶色のネクロマンサー、黒色で自機のショットのレベルを下げる重力弾と魔剣を放つウォーロック、緑色でテレポートを使い、重力弾を連射するウィザードがいる。
- スケルトン

ネクロマンサーにより蘇った兵士。
- グリフォン

突進する他、ファイアブレスで攻撃する。
- ドラゴンライダー

翼竜に跨ったゴブリン。
- ハーピー

羽を飛ばして攻撃する。
- アストラル

クラゲの姿をした幽霊。体は水分でできており、急激な温度低下に弱い。
- ビッグアイ / イーブルアイ

目玉の魔物。ビッグアイは分裂も行う。
- マザービー

巨大な蜂。子供のキラービーと共に攻撃する。
- バット / スピリット

ボス戦で増援として出現する。

## ステージ
ステージ1は選択したキャラクターにより変化する。ボスは登場しない。ステージ2、3はどちらを先に進むか選択し、クリア後に選択していないステージに進む。
- 森の都 ネラフェイ

カシュオン使用時のステージ1。
- シルヴァーナ城

ヴォーグ使用時のステージ1。
- 光の神殿 ランフォス

ティオラ使用時のステージ1。
- 皇都マティウム

ボスはイフターが召喚したワイバーン。
- パンディオン城

ボスはクロモアが召喚したヒドラ。
- ステージ4 エンヒルト・ナーバ

ボスはクロモアが召喚した魔神で、ティオラ曰く下級の魔神の模様。
- ステージ5 迷宮回路ゲトウィン

3分割されており、ボスはエリア1はサンドワーム、エリア2はミノタウロス、エリア3は出口の門番のストーングリフォン。
- ステージ6 鬼獄の島

ボス戦のみで構成されており、イフター、ヘラディオス、クロモアの連戦になる。

## 移植作品
- PlayStation版

1998年7月2日発売。
- セガサターン版

1998年7月2日発売。
- PlayStation 2版

2005年3月31日発売にタイトーから販売の『彩京シューティングコレクションVol.3』に収録。『ソルディバイド』と『ドラゴンブレイズ』のカップリングになっている。
- Nintendo Switch版

ゼロディブより、『ソルディバイド for Nintendo Switch』の名義で2018年3月22日配信。また、2019年7月25日発売の『彩京 SHOOTING LIBRARY Vol.1』にも収録されている（内容はダウンロード版と同一）。発売元はシティコネクション。
- Steam版

シティコネクションより2020年7月20日配信。スコアアタック専用モードやオンラインランキングが追加。
- PlayStation 4版

2022年6月30日発売のパッケージソフト『彩京 SHOOTING LIBRARY Vol.1』に収録。また、同日には単品版のダウンロード販売もなされている。発売元はシティコネクション。
- Xbox One版

2022年6月30日に単品ダウンロードソフトとしてシティコネクションから発売。